# 溝渕雄志
溝渕 雄志（みぞぶち ゆうし、1994年7月20日 - ）は、香川県出身の元サッカー選手。ポジションはディフェンダー（右サイドバック、右ウイングバック）。

## 来歴
中学時代は地元のFC DIAMOに所属し、第24回クラブユース選手権(U-15)大会に出場。高校より、千葉県の流通経済大付属柏高校に進学。高校時代からサイドバックにコンバートされた。流経大柏から慶応義塾大学に進学し、主力として活躍した。
2016年7月23日、ジェフユナイテッド市原・千葉への加入が内定。内定後、特別指定選手に登録された。
プロ1年目の2017年7月、天皇杯・G大阪戦にてプロ初出場を、J2第25節愛媛戦にてリーグ戦初出場を記録した。
2019年、松本山雅FCへ期限付き移籍。同年4/24、ルヴァンカップグループステージ第4節、清水エスパルス戦にて山本龍平のクロスを頭で合わせプロ初ゴールを記録。
2020年1月5日、栃木SCへの期限付き移籍が発表された。
2021年1月6日、ジェフユナイテッド市原・千葉への復帰が発表された。
2021年8月2日、栃木SCへの期限付き移籍が発表された。シーズン終了後、千葉と栃木の両クラブから契約満了が発表された
2022年は無所属だったが、8月26日にカマタマーレ讃岐に加入した。
2023年1月14日に2022シーズン限りでの現役引退を発表。

## 所属クラブ
- 築地SSS（高松市立新塩屋町小学校）
- FC DIAMO（高松市立屋島中学校）
- 流通経済大付属柏高校
- 慶應義塾大学
  - 2016年8月 - 同年12月  ジェフユナイテッド市原・千葉（特別指定選手）
- 2017年 - 2021年  ジェフユナイテッド市原・千葉
  - 2019年  松本山雅FC（期限付き移籍）
  - 2020年  栃木SC（期限付き移籍）
  - 2021年8月 - 同年12月  栃木SC（期限付き移籍）
- 2022年8月 -  同年12月  カマタマーレ讃岐

## 個人成績
| 国内大会個人成績 | 国内大会個人成績 | 国内大会個人成績 | 国内大会個人成績 | 国内大会個人成績 | 国内大会個人成績 | 国内大会個人成績 | 国内大会個人成績 | 国内大会個人成績 | 国内大会個人成績 | 国内大会個人成績 | 国内大会個人成績 |
| 年度             | クラブ           | 背番号           | リーグ           | リーグ戦         | リーグ戦         | リーグ杯         | リーグ杯         | オープン杯       | オープン杯       | 期間通算         | 期間通算         |
| 年度             | クラブ           | 背番号           | リーグ           | 出場             | 得点             | 出場             | 得点             | 出場             | 得点             | 出場             | 得点             |
| 日本             | 日本             | 日本             | 日本             | リーグ戦         | リーグ戦         | リーグ杯         | リーグ杯         | 天皇杯           | 天皇杯           | 期間通算         | 期間通算         |
| ---------------- | ---------------- | ---------------- | ---------------- | ---------------- | ---------------- | ---------------- | ---------------- | ---------------- | ---------------- | ---------------- | ---------------- |
| 2017             | 千葉             | 30               | J2               | 13               | 0                | -                | -                | 1                | 0                | 14               | 0                |
| 2018             | 千葉             | 15               | J2               | 15               | 0                | -                | -                | 1                | 0                | 16               | 0                |
| 2019             | 松本             | 30               | J1               | 0                | 0                | 3                | 1                | 0                | 0                | 3                | 1                |
| 2020             | 栃木             | 15               | J2               | 34               | 0                | -                | -                | 0                | 0                | 34               | 0                |
| 2021             | 千葉             | 29               | J2               | 3                | 0                | -                | -                | 1                | 0                | 4                | 0                |
| 2021             | 栃木             | 49               | J2               | 17               | 0                | -                | -                | -                | -                | 17               | 0                |
| 2022             | 讃岐             | 50               | J3               | 5                | 0                | -                | -                | -                | -                | 5                | 0                |
| 通算             | 日本             | 日本             | J1               | 0                | 0                | 3                | 1                | 0                | 0                | 3                | 1                |
| 通算             | 日本             | 日本             | J2               | 82               | 0                | -                | -                | 3                | 0                | 85               | 0                |
| 通算             | 日本             | 日本             | J3               | 5                | 0                | -                | -                | -                | -                | 5                | 0                |
| 総通算           | 総通算           | 総通算           | 総通算           | 87               | 0                | 3                | 1                | 3                | 0                | 93               | 1                |

- 2016年（特別指定選手）は出場なし

その他の公式戦
- 2017年
  - J1昇格プレーオフ 1試合0得点

- 公式戦初出場 - 2017年7月12日 天皇杯3回戦 対ガンバ大阪（フクダ電子アリーナ）
- Jリーグ初出場 - 2017年7月29日 J2第25節 対愛媛FC（ニンジニアスタジアム）
- 公式戦初得点 - 2019年4月24日 JリーグカップDグループ第4節 対清水エスパルス（IAIスタジアム日本平）

## 選抜歴
- 2014年 全日本大学選抜
- 2015年 全日本大学選抜
- 2016年 全日本大学選抜